# Freedom (Wyoming)
Freedom es un lugar designado por el censo ubicado en el condado de Lincoln en el estado estadounidense de Wyoming. En el año 2010 tenía una población de 214 habitantes y una densidad poblacional de 7,13 personas por km².

## Geografía
Freedom se encuentra ubicado en las coordenadas 42°59′3.05″N 111°1′44.76″O / 42.9841806, -111.0291000. Según la Oficina del Censo, la localidad tiene un área total de 30 km² (11,6 mi²), de la cual 30 km² (11,6 mi²) es tierra y 0 km² (0 mi²) (0,0%) es agua.